# NGC 1374
NGC 1374 (другие обозначения — ESO 358-23, MCG -6-8-29, AM 0333-352, FCC 147, PGC 13267) — эллиптическая галактика (E) в созвездии Печь.
Этот объект входит в число перечисленных в оригинальной редакции «Нового общего каталога».
Галактика входит в Скопление Печи.
Галактика NGC 1374 входит в состав группы галактик NGC 1399. Помимо NGC 1374 в группу также входят ещё 41 галактика.
Кривая вращения галактики достигает максимума на 200 от центра, остаётся практически такой же на обеих сторонах, пока не достигнет второго максимума на 303500 от центра. Аналогично поведение профиля дисперсии скоростей, который сначала растёт, затем достигает «плато», а после показывает «наклоны» с двух сторон.